# بیت لیف
بیت لیف  یک منطقهٔ مسکونی در لبنان است که در شهرستان بنت جبیل واقع شده‌است.
 بیت لیف   ۵۳۰ متر بالاتر از سطح دریا واقع شده‌است.